# Stelling van Tychonov
In de topologie, een deelgebied van de wiskunde, stelt de stelling van Tychonov dat het product van enige collectie van compacte topologische ruimtes compact is. De stelling is vernoemd naar Andrej Nikolajevitsj Tychonov, die de stelling in 1930 als eerste bewees voor machten van het gesloten eenheidsinterval en die in 1935 de volledige stelling formuleerde, samen met de opmerking, dat het bewijs hiervoor hetzelfde was als zijn eerder geformuleerde bewijs voor het bijzondere geval. Het vroegst bekende gepubliceerde bewijs is vervat in een artikel uit 1937 van Eduard Čech.
Diverse leerboeken identificeren de stelling van Tychonov als het belangrijkste resultaat in de algemene topologie [bijvoorbeeld Willard, blz. 120], anderen laten de stelling van Tychonov deze eer delen met het lemma van Urysohn.

## Referenceties
- (de)  Tychonov, Andrej N., Über die topologische Erweiterung von Räumen. Mathematische Annalen 102, 544–561, 1930.
- (en)  Willard, Stephen, General Topology, Dover Publications, 2004.